# Колонка Лесли

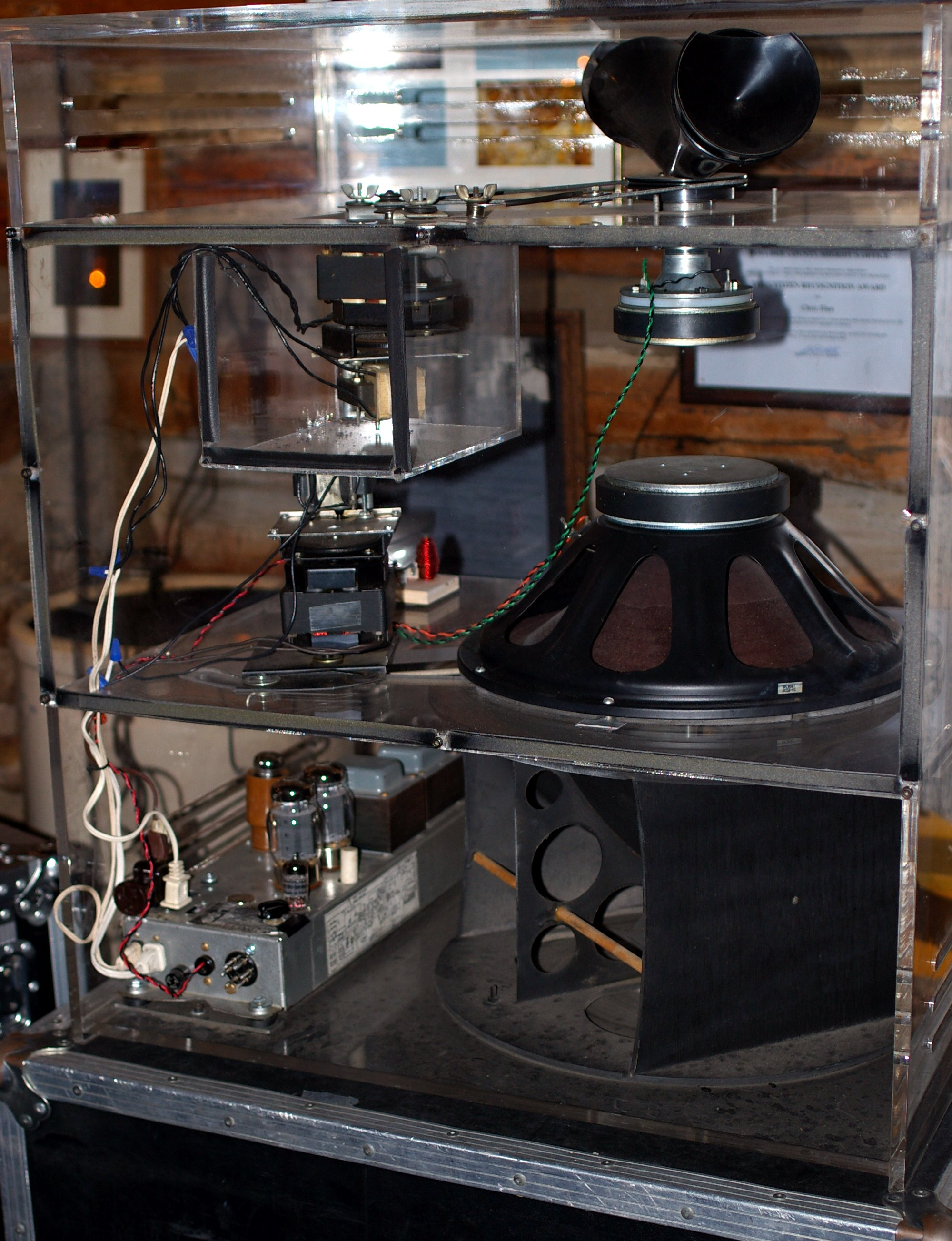
Колонка Лесли в прозрачном пластиковом корпусе

Колонка Лесли (англ. Leslie speaker, также динамик Лесли, кабинет Лесли, «лесли-эффект», «вращающийся звук») представляет собой агрегат, состоящий из усилителя и динамика, который воспроизводит сигнал от электрического или электронного инструмента и меняет звук, вращая камеру дефлектора («барабан») либо двунаправленный рупор перед громкоговорителями. При вращении системы рупоров фаза и амплитуда звуковой волны, приходящей к слушателю, периодически меняются в результате сложения волн, излучаемых каждым раструбом рупора. Звук обогащается модуляциями, характерными для классического органа — он вибрирует, «переливается», звуковая картина монофонического инструмента усложняется благодаря подвижной интерференционной картине. Чаще всего ассоциируется с органом Хаммонда, но также использовался для электрогитары и других инструментов. Активно использовался музыкантами 60-х и ранних 70-х годов для создания характерного «психоделического» звука.
Звуковой эффект получается за счёт плавного вращения фазы колебаний исходного сигнала по закону, близкому к синусоидальному, с частотой несколько герц и сложении полученного сигнала с исходным. Музыкант управляет колонкой Лесли либо внешним переключателем, либо педалью, которая меняет скорость от медленной («хорал») к быстрой («тремоло»). Есть электронные аналоговые и цифровые имитаторы акустического Лесли-эффекта, в той или иной степени приближающиеся по звучанию к оригинальному механическому устройству.

## История
Громкоговоритель с вращающимся рупором был создан американским инженером Дональдом Лесли в конце 30-х годов. Лесли работал в это время в фирме по продаже и ремонту органов Хаммонда — ранних электронно-механических клавишных инструментов, изначально призванных стать дешёвой и компактной альтернативой традиционному церковному органу, доступной любому небогатому приходу. Найдя звук электрооргана намного менее выразительным и объёмным, чем у духового, изобретатель занялся поиском способа обогатить звучание инструмента.
Звучание традиционного органа богато инфранизкочастотными модуляциями, возникающими в результате пульсации питающего орган воздушного потока, биений между колебаниями унисонных и октавных труб; также на звук оказывает влияние значительное пространственное разнесение труб органа. Стремясь внести амплитудную и фазовую модуляцю в звук электронного инструмента, Лесли пошёл наиболее доступным путём — создавая механические колебания излучающего громкоговорителя.
Такая конструкция не требовала изменений в фирменном инструменте, представляя собой отдельный акустический агрегат. Аналогичное устройство в полностью электронном исполнении (низкочастотный широкополосный регулируемый фазовращатель) в 30-40х годах получилось бы излишне сложным, тяжёлым и энергоёмким. Перебрав многие варианты конструкции излучателя, Лесли остановился на вращающемся двойном рупоре, к основанию которого подводились колебания от неподвижного динамика, а устья были направлены в противоположные стороны от оси вращения. Такая конструкция даёт выразительный звук, механически уравновешена и не требует устройств для подведения тока к подвижной головке.
В 1940 г. Лесли предложил законченный образец фирме Лоуренса Хаммонда, но автор конструкции органа отверг это усовершенствование. В 1941 г. Лесли начал собственное производство, поставляя аппараты под разными названиями, из которых наиболее известно Leslie Vibratone, ставшее единственным с 1947 г. Выпускались версии для органов разных производителей, стыкуемые с ними как элемент корпуса, и сам Лесли не старался выделить «Хаммонд» среди других совместимых инструментов.
В 1965 г. Лесли продал бизнес компании CBS, которой также принадлежал и гитарный бренд Fender. В 1980-м бренд Leslie был наконец перекуплен Хаммондом. В результате последующих перепродаж имена Hammond и Leslie перешли к Suzuki, которая сейчас и производит новые аппараты.

## Устройство громкоговорителя Лесли

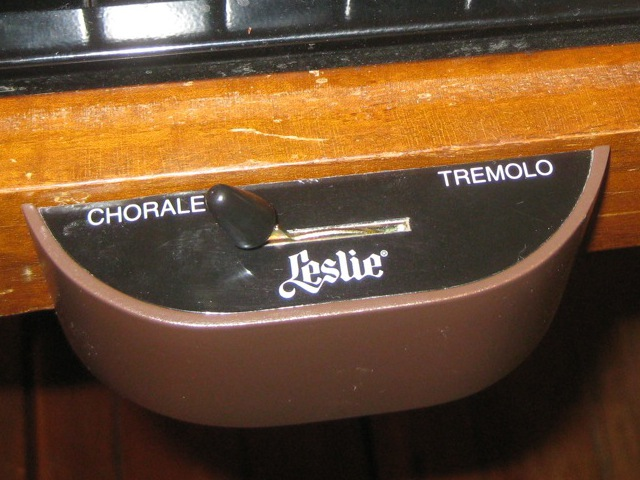
Регулятор на органе Хаммонда, меняющий частоту Лесли-эффекта от «хорала» до «тремоло».

Схематическое устройство громкоговорителя Лесли

Классический «динамик Лесли» состоит из ВЧ- и НЧ-динамических головок (на рисунке — синяя и жёлтая), работающих на соответствующие вращающиеся рупоры (рупор НЧ — красный), приводимые каждый своим мотором (фиолетовый и оранжевый), частота вращения которых может регулироваться исполнителем (регулятор — рядом с мотором рупора ВЧ). Может содержать встроенный оконечный усилитель, в оригинале — ламповый (на рисунке — зелёный). Регулятором можно изменять частоту вращения рупоров от сверхнизкой, соответствующей унисонным биениям духового органа, до нескольких оборотов в секунду, соответствующих «исполнительскому тремоло».

## Электронные Лесли-эффекты
Эффект, сходный с чисто механической реализацией динамика Лесли, можно получить с помощью электронного фазового модулятора, управляемого синусоидальным сигналом с регулируемой частотой от долей до нескольких герц. Аналоговые реализации такой схемы содержат несколько последовательных фазовращающих каскадов, как правило, упрощённой схемотехники, из-за чего часто узкополосны, шумны и сложны, не обладая при этом всем богатством акустического Лесли-звучания. Цифровые Лесли-эффекты в составе различных устройств обработки сигнала, например, гитарных процессоров, могут достаточно точно эмулировать физику работы механического Лесли, но на качестве итогового звука решающим образом сказываются специфика звучания имеющейся звуковой аппаратуры и особенности помещения, а ещё более сильно — тщательность разработки алгоритма и электронной части самого процессора. В результате многие исполнители по-прежнему стремятся использовать механические громкоговорители Лесли, а слушатели чаще всего легко отличают звук электронного эмулятора от традиционного аппарата.

## Самодельные Лесли-устройства
Громкоговоритель Лесли, созданный на уровне техники 30-х годов, не отличается сложностью конструкции и может быть сравнительно легко изготовлен с помощью домашнего столярного инструмента при минимальном знании электроники. Рупоры, особенно НЧ, чаще всего выполняют в виде клееных секционированных ящиков из плоских деталей. Известно множество образцов, созданных любителями — от настольных с динамиками в 1-2 ватта до сооружений мощностью в сотни ватт и весом в десятки килограммов.
Электронные Лесли-приставки, как и другие со сходной схемотехникой (флэнжер, фэйзер) стали популярны у самодельщиков с рубежа 70-80х годов, с распространением полевых транзисторов как основы фазовращающего каскада. В настоящее время известно несколько повторяемых схем Лесли-педалей, исключительно аналоговых; однако, эти устройства довольно сложны, звучание их не столь оригинально, как у механического Лесли, и у любителей они не очень популярны по сравнению с более простыми и яркими флэнжерами и фэйзерами. Цифровые же устройства такого класса требуют дорогостоящих DSP, сложных для любительского программирования, и пока самодельные цифровые эффекты (в том числе Лесли) — редкость.

## Использование
Колонку Лесли можно услышать в следующих знаковых записях:
- Beach Boys — Pet Sounds (1966)
- The Beatles — Tomorrow Never Knows, Lucy in the Sky with Diamonds, Because и другие (1966-69).
- Cream — Badge
- Pink Floyd — Echoes (1971)
- Black Sabbath — Planet Caravan (1970) — пример использования лесли-эффекта для вокала
- Fleetwood Mac — Dreams (1977)